# 程序性正当程序
程序性正当程序是美国的一个法律原则，要求政府官员在剥夺个人的生命、自由或财产之前遵循公平程序。:657 
当政府试图剥夺个人的其中一项利益时，程序性正当程序至少要求政府向（权利）被剥夺方发出通知，提供听证机会，以及需由中立判决者作出裁决。《美国宪法》第五修正案和第十四修正案的正当程序条款要求实施程序正当程序。:617
法官亨利·弗兰德利撰写的《某种听证》一文列出了诸项基本正当程序权利，“在内容和相对优先权方面仍然具有很高的影响力”。
同等适用于民事诉讼和刑事诉讼程序的权利如下：
1. 公正的法庭
2. 关于拟议行动及其所主张理由的告之。
3. 提出不采取拟议行动的理由的机会。
4. 提供证据的权利，包括传召证人的权利。
5. 获知对己方不利证据的权利。
6. 盘问对己方不利的证人的权利。
7. 仅基于所提供证据而判决。
8. 律师代表的机会。
9. 法庭准备一份所提交证据的记录。
10. 法庭应准备书面的事实调查结果和作出判决的理由

当政府试图剥夺一个人的生命、自由或财产时，并非所有上述权利都得到保证。一个人得到通知，有机会得到听证，并由中立的判决方作出裁决时才算得到正当性程序保护。法院使用各种各样的测试来确定一个人是否也应该获得除上述任何其他程序性权利外的（权利）保障。